# بورفيس
بورفيس (مسيسيبي) (بالإنجليزية: Purvis, Mississippi)‏ هي مدينة تقع في الولايات المتحدة في Lamar County. يقدر عدد سكانها بـ 2,164 نسمة ومساحتها 10.2 كم2 وترتفع عن سطح البحر 118 متر.

## التركيبة السكانية
حدّد مكتب تعداد الولايات المتحدة بيانات التركيبة السكانية لبورفيس في تعداد الولايات المتحدة. في ما يلي، التركيبة السكانية حسب تعدادي 2000 و2010.

### تعداد عام 2000
بلغ عدد سكان بورفيس 2,164 نسمة بحسب تعداد عام 2000، وبلغ عدد الأسر 786 أسرة وعدد العائلات 578 عائلة مقيمة في المدينة. في حين سجلت الكثافة السكانية 198.9 نسمة لكل كيلومتر مربع (515.1/ميل2). وبلغ عدد الوحدات السكنية 844 وحدة بمتوسط كثافة قدره 77.6 لكل كيلومتر مربع (201.0/ميل2).
وتوزع التركيب العرقي للمدينة بنسبة 70.84% من البيض و27.68% من الأمريكيين الأفارقة و0.18% من الأمريكيين الأصليين و0.14% من الأمريكيين ذوي الأصول الآسيوية و0.23% من الأعراق الأخرى و0.92% من عرقين مختلطين أو أكثر و1.06% من الهسبانيون أو اللاتينيون من أي عرق.
بلغ عدد الأسر 786 أسرة كانت نسبة 39.8% منها لديها أطفال تحت سن الثامنة عشر تعيش معهم، وبلغت نسبة الأزواج القاطنين مع بعضهم البعض 48.2% من أصل المجموع الكلي للأسر، ونسبة 20.2% من الأسر كان لديها معيلات من الإناث دون وجود شريك،  بينما كانت نسبة 5.1% من الأسر لديها معيلون من الذكور دون وجود شريكة وكانت نسبة 26.5% من غير العائلات. تألفت نسبة 24.8% من أصل جميع الأسر من عدة أفراد يعيشون في نفس المنزل ونسبة 11.6% كانت تتألف من شخص يعيش بمفرده يبلغ من العمر 65 عاماً أو أكثر. وبلغ متوسط حجم الأسرة المعيشية 2.67، أما متوسط حجم العائلات فبلغ 3.16.
بلغ العمر الوسطي للسكان 34.9 عاماً. وكانت نسبة 27.5% من القاطنين تحت سن الثامنة عشر، وكانت نسبة 9.4% بين الثامنة عشر والرابعة والعشرين عاماً، ونسبة 25.2% كانت واقعةً في الفئة العمرية ما بين الخامسة والعشرين والرابعة والأربعين عاماً، ونسبة 21.6% كانت ما بين الخامسة والأربعين والرابعة والستين، ونسبة 13.1% كانت ضمن فئة الخامسة والستين عاماً فما فوق. يوجد لكل 100 أنثى 87.1 ذكر، ويوجد لكل 100 أنثى في الثامنة عشر من عمرها فما فوق 77.9 ذكر.
بلغ متوسط دخل الأسرة في المدينة 30,938 دولارًا، أما متوسط دخل العائلة فبلغ 35,000 دولارًا. وكان متوسط دخل الذكور 27,571 دولارًا مقابل 17,500 دولارًا للإناث. وسجل دخل الفرد الخاص بالمدينة 13,727 دولارًا. وكانت نسبة 11.3% من العائلات ونسبة 14.6% من السكان تحت خط الفقر، وكان من هؤلاء نسبة 20.2% تحت سن الثامنة عشر ونسبة 13.6% في الخامسة والستين من العمر وما فوق.

## معرض صور

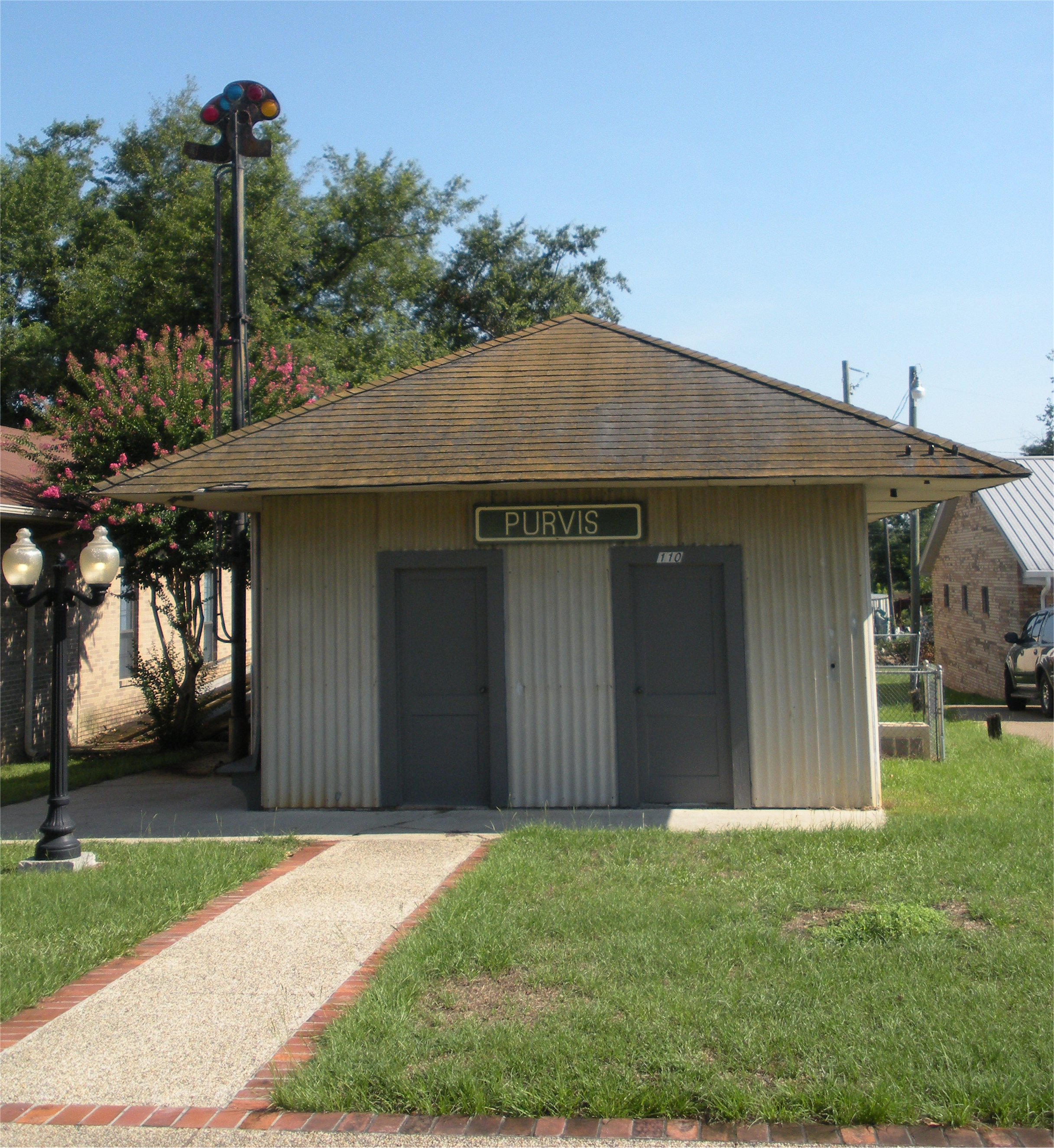
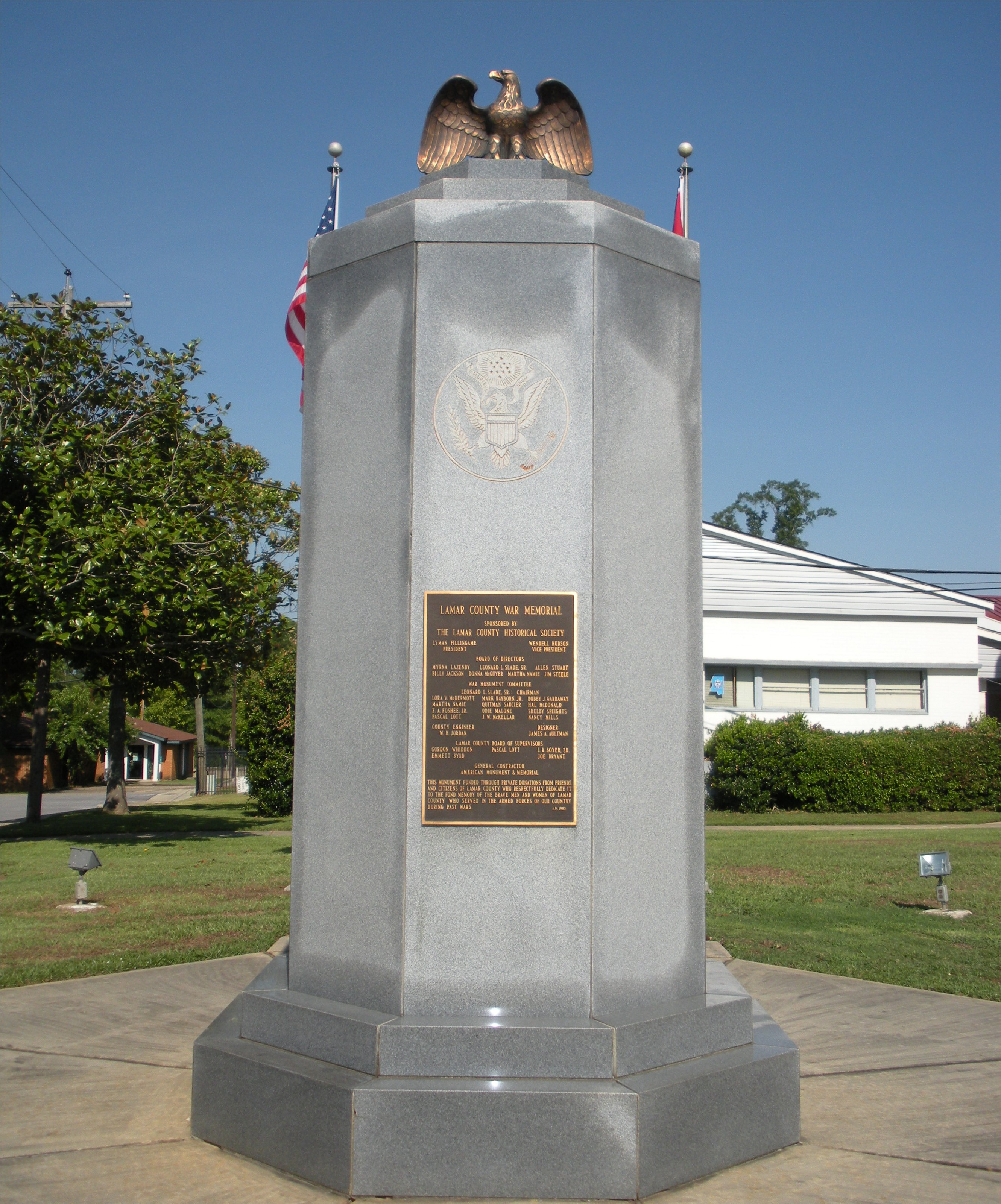
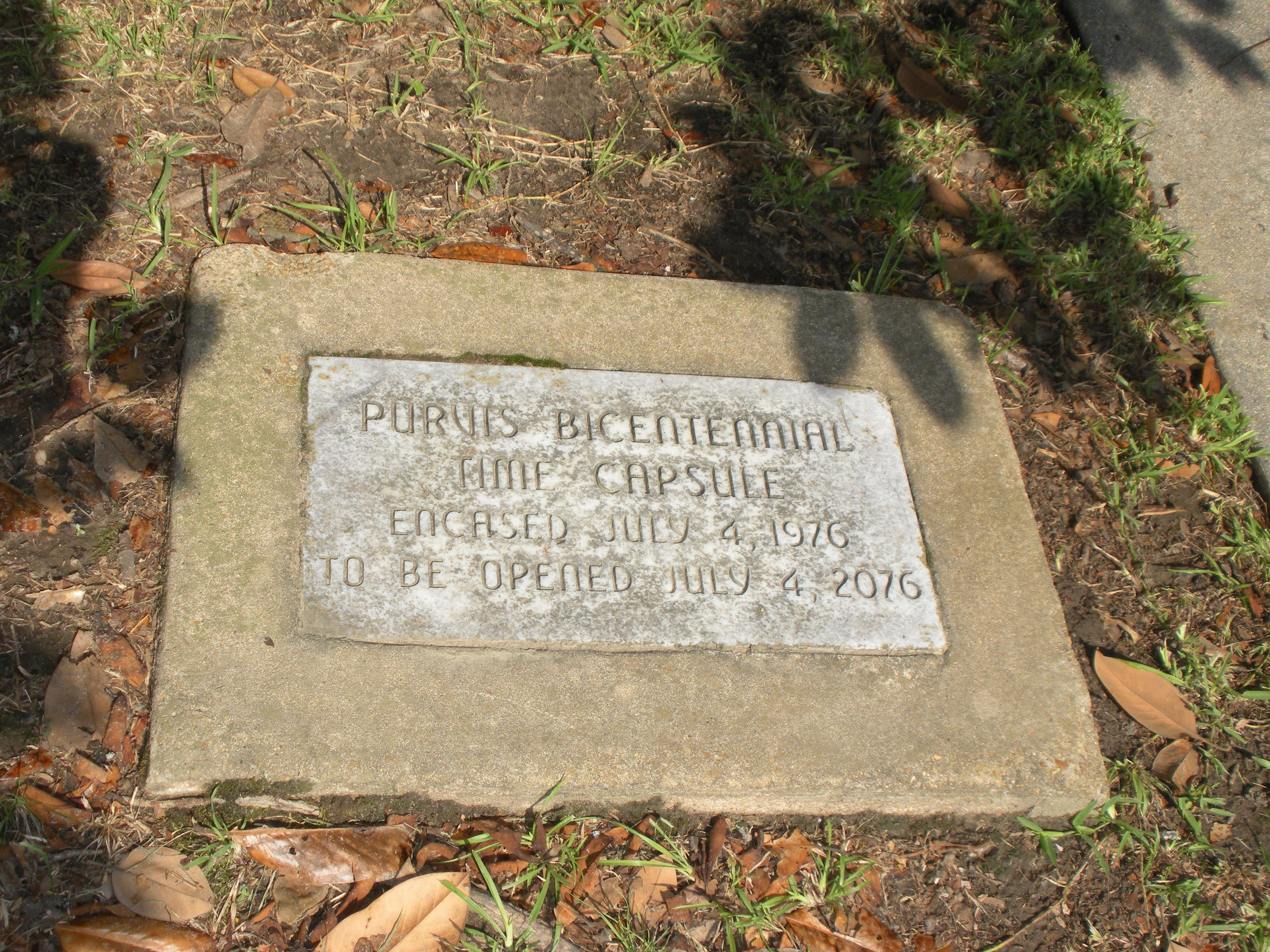
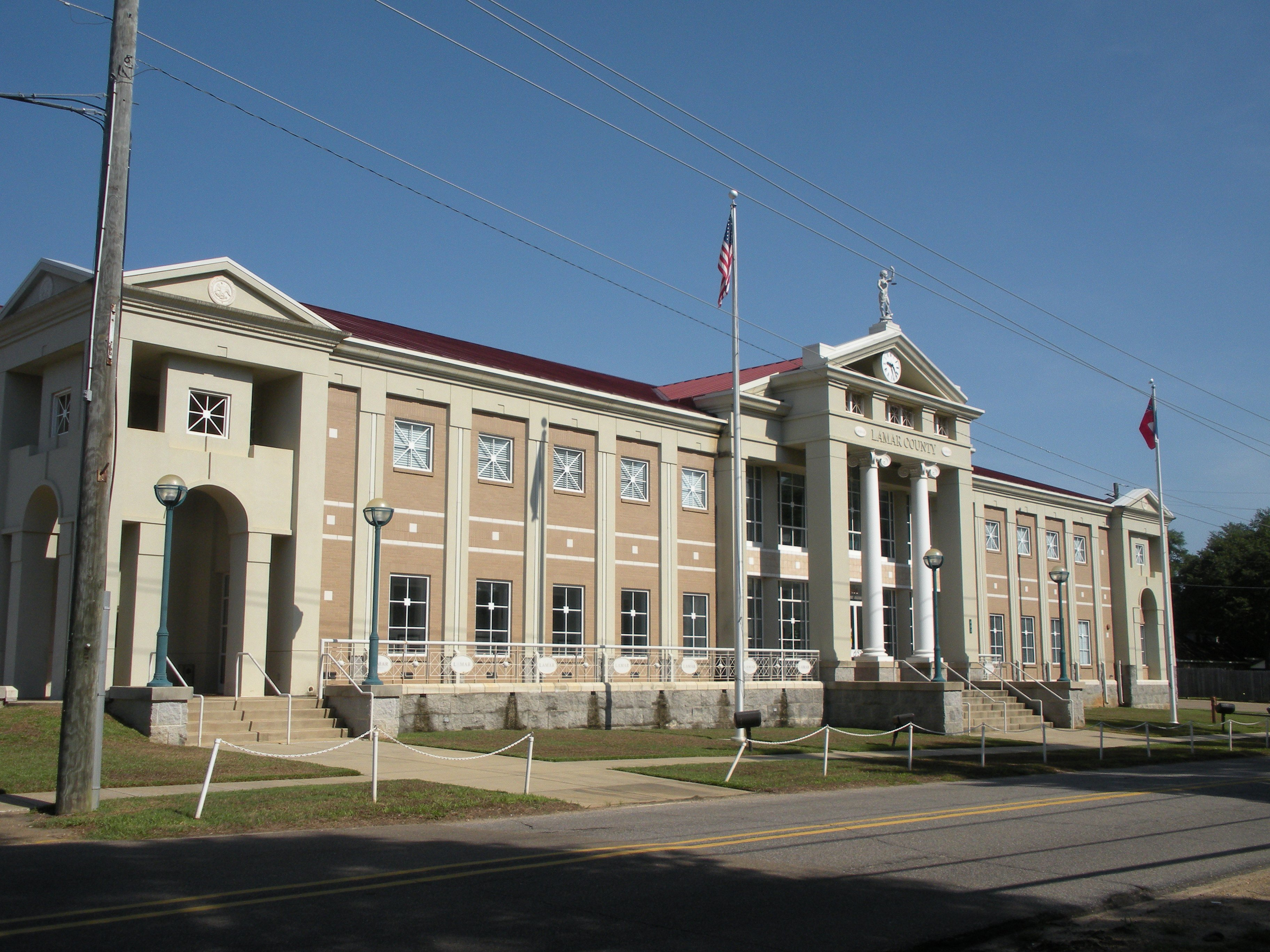
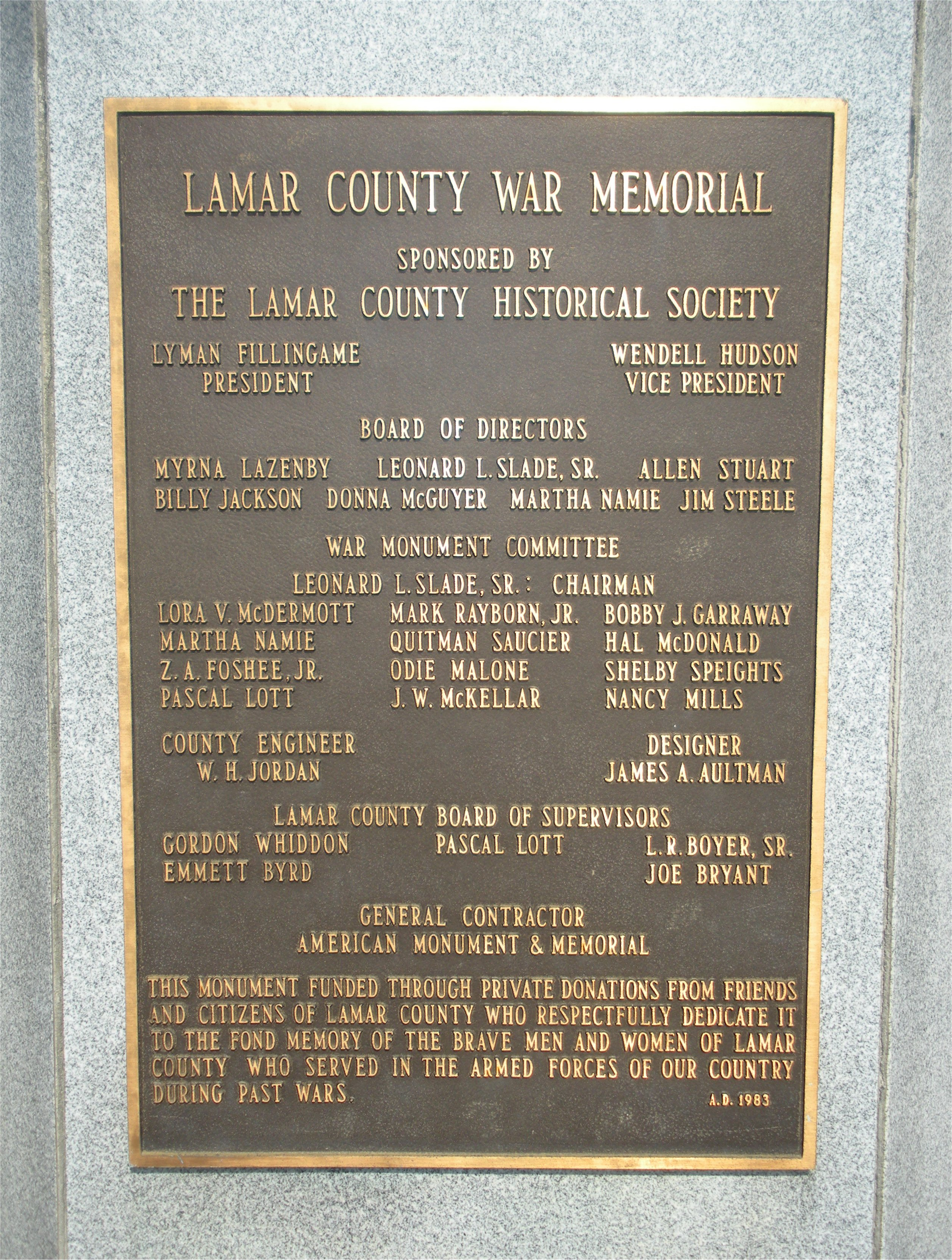

### تعداد عام 2010
بلغ عدد سكان بورفيس 2,175 نسمة بحسب تعداد عام 2010، وبلغ عدد الأسر 795 أسرة وعدد العائلات 556 عائلة مقيمة في المدينة. في حين سجلت الكثافة السكانية 199.9 نسمة لكل كيلومتر مربع (517.7/ميل2). وبلغ عدد الوحدات السكنية 879 وحدة بمتوسط كثافة قدره 80.8 لكل كيلومتر مربع (209.3/ميل2).
وتوزع التركيب العرقي للمدينة بنسبة 69.52% من البيض و27.13% من الأمريكيين الأفارقة و0.74% من الأمريكيين الأصليين و0.60% من الأمريكيين ذوي الأصول الآسيوية و0.09% من سكان جزر المحيط الهادئ و0.55% من الأعراق الأخرى و1.38% من عرقين مختلطين أو أكثر و2.39% من الهسبانيون أو اللاتينيون من أي عرق.
بلغ عدد الأسر 795 أسرة كانت نسبة 35.3% منها لديها أطفال تحت سن الثامنة عشر تعيش معهم، وبلغت نسبة الأزواج القاطنين مع بعضهم البعض 45.3% من أصل المجموع الكلي للأسر، ونسبة 19.9% من الأسر كان لديها معيلات من الإناث دون وجود شريك،  بينما كانت نسبة 4.8% من الأسر لديها معيلون من الذكور دون وجود شريكة وكانت نسبة 30.1% من غير العائلات. تألفت نسبة 26.4% من أصل جميع الأسر من عدة أفراد يعيشون في نفس المنزل ونسبة 10.3% كانت تتألف من شخص يعيش بمفرده يبلغ من العمر 65 عاماً أو أكثر. وبلغ متوسط حجم الأسرة المعيشية 2.57، أما متوسط حجم العائلات فبلغ 3.11.
بلغ العمر الوسطي للسكان 36.7 عاماً. وكانت نسبة 23.4% من القاطنين تحت سن الثامنة عشر، وكانت نسبة 10.2% بين الثامنة عشر والرابعة والعشرين عاماً، ونسبة 26.9% كانت واقعةً في الفئة العمرية ما بين الخامسة والعشرين والرابعة والأربعين عاماً، ونسبة 24.8% كانت ما بين الخامسة والأربعين والرابعة والستين، ونسبة 14.7% كانت ضمن فئة الخامسة والستين عاماً فما فوق. وتوزع التركيب الجنسي للسكان بنسبة 48.5% ذكور و51.5% إناث.

## أعلام
- لاسي تشابيرت
- والتر يونغ